# Jamas
Jamas (hebr. ימ"ס, skrót. od יחידת המסתערבים, Jechidat ha-Mista’arawim, dosł. Jednostka Mista’arawim) – izraelska jednostka specjalna mista’arawim Straży Granicznej. Jednostka odpowiedzialna jest za działania kontrterrorystyczne, antyterrorystyczne, przeciwdziałanie infiltracji granic, operacje antynarkotykowe i zatrzymania prowadzone pod przykryciem wśród ludności palestyńskiej.

## Opis jednostki
Jednostka powstała w strukturach Straży Granicznej 1990 /1991  roku. Początkowo jednostka specjalizowała się w przeciwdziałaniu zamieszkom, lokalizowaniem ich przywódców i inspiratorów oraz zatrzymywaniem ich . Nosiła wówczas nazwę Jamas Aza i odpowiedzialna była za Strefę Gazy i pogranicze z Egiptem . W 1992 roku izraelska opinia publiczna dowiedziała się o istnieniu jednostki. Z czasem obszar działań jednostki poszerzył się o działania kontrterrorystyczne i antyterrorystyczne, wykrywanie i zwalczanie przemytu oraz handlu narkotykami, zapobieganie infiltracji granic Izraela, zatrzymania podejrzanych i terrorystów w Izraelu, a także na obszarze Zachodniego Brzegu i Strefy Gazy .
Funkcjonariusze jednostki przeprowadzają operacje pod przykryciem, wykorzystując techniki mista’arawim. Szkoleni są w zakresie znajomości języka arabskiego, zwyczajów Palestyńczyków, dialektów, islamu . Kandydaci do jednostki najpierw przechodzą szkolenie Straży Granicznej trwające 16 tygodni. W jego ramach prowadzone są kursy strzeleckie, z bezpieczeństwa wewnętrznego, walki z terroryzmem, sabotażu i zwiadu. Po przyjęciu do Jamasu funkcjonariusze przechodzą dodatkowe szkolenie, które trwa 13 tygodni. W jego trakcie uczą się posługiwać różnymi rodzajami broni, walki w obszarze zabudowanym, walki wręcz, kamuflażu. Do jednostki rekrutowani są Druzowie. Jednostka przeprowadza również szkolenia z formacjami z innych państw, np. Navy Seals ze Stanów Zjednoczonych .
W ramach Jamasu funkcjonują oddziały odpowiedzialne za Zachodni Brzeg, Jerozolimę i południe Izraela. W 2021 roku powołano do życia nowy oddział o nazwie Jamas Sinaj. Ma się on specjalizować głównie w zwalczaniu przestępczości wśród izraelskich Arabów.
W 2007 roku jednostka otrzymała wyróżnienie dowódcy Dywizji Judei i Samarii za przeprowadzone operacje kontrterrorystyczne i antyterrorystyczne na obszarze Zachodniego Brzegu.